# بيل هاريس (لاعب كرة قاعدة)
بيل هاريس (بالإنجليزية: William Milton Harris) هو مدرب كرة القاعدة ‏ أمريكي، ولد في 23 يونيو 1900 في ويلي في الولايات المتحدة، وتوفي في 21 أغسطس 1965 في تشارلوت في الولايات المتحدة.

## وصلات خارجية
- ويليام هاريس على موقعبيزبول رفرنس.كوم (الدوري الرئيسي) (الإنجليزية)
- ويليام هاريس على موقعبيزبول رفرنس.كوم (الدوري الثانوي) (الإنجليزية)